# Jason Richardson (atlet)
Jason Richardson (* 4. dubna 1986, Houston, Texas) je americký atlet, sprinter, který se věnuje krátkým překážkovým běhům.
V roce 2003 vybojoval na mistrovství světa do 17 let v kanadském Sherbrooke dvě zlaté medaile (110 m př., 400 m př.). Jeho trenérem je účastník letních olympijských her 1972 v Mnichově John Smith, který trénuje rovněž Carmelitu Jeterovou a dříve se staral o přípravu Maurice Greena.

## Kariéra

### Tegu 2011
V roce 2011 na světovém šampionátu v jihokorejském Tegu původně doběhl ve finále závodu na 110 metrů překážek v čase 13,16 s na druhém místě. O dvě setiny sekundy byl rychlejší jen olympijský vítěz, Dayron Robles z Kuby. Kubánec se však ze zlaté medaile dlouho neradoval, když byl po doběhu dodatečně diskvalifikován na základě pravidla č. 163.2 o omezení soupeře. Richardson se tak stal mistrem světa, na stříbrnou pozici se posunul Číňan Liou Siang a na bronz dosáhl Brit Andy Turner.

## Osobní rekordy
- 60 m př. (hala) – 7,53 s – 14. března 2008, Fayetteville
- 110 m př. (dráha) – 12,98 s – 30. června 2012, Eugene